# Baguazhang

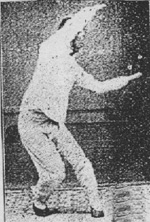
Sun Lutang

Baguazhang (chinesisch 八卦掌, Pinyin Bāguà Zhǎng, W.-G. Pa Kua Chang) ist ein chinesischer Kampfkunst- oder Wushu-Stil und zählt zu den sogenannten „inneren Kampfkünsten“ (內家拳 / 内家拳,  Nèijiāquán, kurz neijia).
Baguazhang zählt zum immateriellen Kulturerbe der Volksrepublik China (Nr. 797).

## Bedeutung
„Ba“ bedeutet die Zahl Acht. „Gua“ ist ein Orakelzeichen, in diesem Fall ein Trigramm aus dem I Ging („Buch der Wandlungen“ oder „Klassiker der Wandlungen“), das aus drei entweder durchgezogenen ☰ (Yáng – das männliche Prinzip und der Himmel) oder durchbrochenen Linien ☷ (Yīn – das weibliche Prinzip und die Erde) besteht. Sämtliche Kombinationen ergeben acht mögliche Trigramme, das Bagua, das auch im Feng Shui eine große Bedeutung hat. „Zhang“ bedeutet Handfläche. Es steht hier anstatt des „Quan“, was anatomisch „Faust“ bedeutet und bei den meisten chinesischen Kampfkünsten im Namen vorkommt, wie beispielsweise in „Shàolín Quánfǎ“ (Shaolin Kung Fu). „Baguazhang“ bedeutet also etwa „Kampfkunst nach den Prinzpien der Acht Trigramme“, im Sinne von Yin und Yang.

## Stil
Die beiden auffälligsten und charakteristischen Eigenschaften des Baguazhang sind das Laufen im Kreis und die spiralförmigen Körperbewegungen. Des Weiteren stehen im Baguazhang Techniken mit der offenen Hand gegenüber Fauststößen und anderen Fausttechniken im Vordergrund. Die grundlegenden Baguabewegungen umfassen acht kleine Formen, die jeweils spiegelverkehrt in die beiden Richtungen des Kreises ausgeführt werden. Aus diesen acht Basistechniken lassen sich dann Hunderte von höchst effektiven Anwendungen ableiten.

## Die Bedeutung der Acht
Die Zahl Acht spielt im Bagua eine sehr wichtige Rolle. Zum einen wird beim Bagua im Kreis gelaufen. Ein vollständiger Kreis soll in acht Schritten durchlaufen werden. Des Weiteren beziehen sich die acht Schritte auf die acht Himmelsrichtungen Norden, Osten, Süden, Westen, Nordosten, Südosten, Südwesten und Nordwesten. Die Acht bezieht sich auch auf die acht generellen Richtungen des Lebens: Erfolg, Familie, Ruhm, Arbeit, Gesundheit, Zukunft, Wissen und Beziehungen.

## Geschichte
Die Ursprünge des Baguazhang sind nicht genau zu klären. Als eine der inneren Kampfkünste soll es auf die Traditionen der daoistischen Klöster der Wudang-Berge zurückgehen. Es soll sich aus einer im Kreis gehenden Meditation um Weihrauchbrenner entwickelt haben. Auch heutzutage wird im Wudang Baguazhang praktiziert.
Gesichert ist das Auftreten von Baguazhang und die Verwendung des Namens seit der Mitte des 19. Jahrhunderts von Dong Haichuan in Peking. Aufgrund von vielen sehr zersplitterten Traditionslinien existiert eine Vielzahl von Stilen im Baguazhang, die sich zum Teil jedoch nur geringfügig unterscheiden. Die bekanntesten dieser Bagua-Stile sind das Cheng-Stil-Bagua nach Cheng Tinghua und das Yin-Stil-Bagua nach Yin Fu, beides direkte Schüler von Dong Haichuan. Das Cheng-Stil-Bagua ist das bei weitem bekanntere Bagua, und die meisten anderen Bagua-Stile ähneln ihm recht stark. Es zeichnet sich durch besonders weiche, flüssige Spiralbewegungen aus und ist daher optisch sehr ansprechend. Das Yin-Stil-Bagua zeichnet sich in stärkerem Maße durch kraftvolle, explosive Bewegungen aus und orientiert sich mehr an der kämpferischen Anwendung der Bewegung als am ästhetischen Eindruck oder am angenehmen Gefühl bei der Ausführung der Bewegungen.